# Portland (Schiff, 1933)
Die Portland (CA-33) war ein Schwerer Kreuzer der United States Navy und Typschiff der gleichnamigen Klasse. Benannt war das Schiff nach der Stadt Portland im US-Bundesstaat Maine.

## Allgemeines

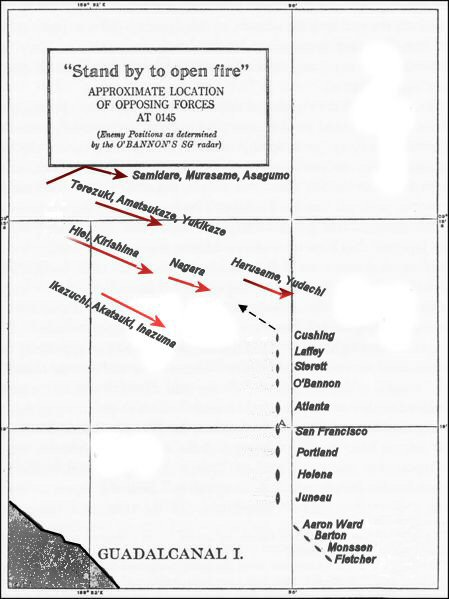
Die erste Seeschlacht von Guadalcanal: Lage gegen 01:45 Uhr, die Portland in der Mitte der Kreuzerformation

Zu ihren bekanntesten Schlachten zählt die Seeschlacht von Guadalcanal vom 13. bis 15. November 1942, als sie zusammen mit den zwei Flakkreuzern Atlanta und Juneau, dem Schweren Kreuzer San Francisco, dem Leichten Kreuzer Helena und acht Zerstörern (Cushing, Laffey, Sterett, O’Bannon, Aaron Ward, Barton, Monssen und Fletcher) einen überlegenen japanischen Verband, bestehend aus den zwei Schlachtschiffen Kirishima und Hiei, dem Leichten Kreuzer Nagara und 11 Zerstörern stellte und diesen an der Beschießung von Henderson Field hinderte.